# Robert-Georg von Malapert-Neufville
Robert-Georg Freiherr von Malapert, genannt von Neufville (* 7. August 1912 in Darmstadt; † 21. Mai 1942 bei Moskau) war ein Hauptmann der deutschen Luftwaffe, erster Träger des Deutschen Kreuzes in Gold und Träger des Ritterkreuzes mit Eichenlaub.

## Vorkriegszeit
Seine Eltern waren der Oberstleutnant und Ehrenritter des Johanniterordens Johannes von Malapert-Neufville, zeitweise auf Schloss Gleichenstein, und die Tochter eines Oberstabsarztes, Irmgard Erdmann. Malapert, das zweite von sechs Geschwistern, studierte nach dem Abitur von 1932 bis 1934 Maschinenbau an der Technischen Hochschule Darmstadt. Er trat im Herbst 1934 in die Wehrmacht ein und wurde dem Infanterie-Regiment 19 in Augsburg zugeteilt. Im Jahre 1935 wurde er an die Kriegsschule in Potsdam kommandiert, die er im Herbst 1936 mit der Beförderung zum Oberfähnrich erfolgreich abschloss. Daraufhin wechselte er zur Luftwaffe und wurde an die Flugzeugführer-Schule in Salzwedel kommandiert. Zum 1. April 1937 erfolgten zeitgleich mit dem Abschluss seiner Flugzeugführerausbildung die Beförderung zum Leutnant und die Versetzung zur I. Gruppe des Sturzkampfgeschwaders 165 (I./165) in Schweinfurt, wo er Maschinen der Typen Henschel Hs 123 und Junkers Ju 87 flog.

## Zweiter Weltkrieg
Im Mai 1939, inzwischen zum Oberleutnant befördert, erfolgte Malaperts Versetzung zur neugebildeten I. Gruppe des Sturzkampfgeschwaders 1 (StG 1) in Insterburg und kurz darauf seine Ernennung zum Staffelkapitän. Mit der Gruppe nahm er im September 1939 am Überfall auf Polen teil, in dem Malapert mit dem Eisernen Kreuz II. Klasse ausgezeichnet wurde. Es folgten von Mai bis Juni 1940 die Teilnahme mit der I./StG 1 an der Besetzung Norwegens und den folgenden Kämpfen in Nordnorwegen, wobei er im Mai das Eiserne Kreuz I. Klasse erhielt, und ab 20. Juni an den letzten Tagen des Frankreichfeldzugs. Ab 9. Juli 1940 war Malapert Staffelkapitän in der II./StG 1 und seine Staffel flog noch bis Februar 1941  Einsätze gegen Seeziele im Ärmelkanal und küstennahe Ziele in Südengland. Die Staffel vernichtete dabei rund 100.000 BRT alliierten Schiffsraum, wovon etwa 20.000 BRT auf Malaperts persönliche Rechnung gingen.
Im Februar 1941 verlegte er mit der II./StG 1 nach Sizilien, um Angriffe auf Malta und die britische Mittelmeerflotte zu fliegen. Ab 30. März 1941 unterstützte die Gruppe die deutschen Heerestruppen im Balkanfeldzug. Es folgten Einsätze im Mai und Juni von Argos gegen Kreta und britische Schiffe. Ab Juni 1941 war Malapert dann im Verband des Geschwaders am Angriff auf die Sowjetunion beteiligt, wo seine Gruppe von Raczki an der polnischen Ostgrenze mit den vorrückenden Heeresverbänden durch Weißrussland nach Osten zog. Für seine und seiner Staffel Leistungen erhielt er am 15. Oktober 1941 als erster deutscher Soldat das Deutsche Kreuz in Gold. Bereits am 6. Januar 1942 wurde ihm dann das Ritterkreuz des Eisernen Kreuzes verliehen, und bald darauf erfolgte seine Beförderung zum Hauptmann.
Am 21. Mai 1942, bei seinem 510. Feindflug, wurde Malaperts Ju 87 beim Angriff auf eine Brücke durch russischen Flak-Beschuss so schwer am Kühler getroffen, dass er hinter den feindlichen Linien notlanden musste. Malapert und sein Bordfunker, Oberfeldwebel Otto Mees, blieben dabei unverletzt und konnten sich den russischen Suchtrupps entziehen. Kurz vor Erreichen der deutschen Linien wurde Malapert von einem Scharfschützen der Roten Armee durch Kopfschuss tödlich getroffen. Mees hingegen konnte die deutschen Linien erreichen. Malaperts Leichnam wurde wenig später von einem Stoßtrupp des Infanterie-Regiments 10 geborgen. Seine Beisetzung fand auf einem Friedhof in Seschtschinskaja, 85 km nordwestlich von Brjansk, statt.

## Auszeichnungen
- Deutsches Kreuz in Gold am 15. Oktober 1941[4]
- Ritterkreuz des Eisernen Kreuzes mit Eichenlaub[4]
  - Ritterkreuz am 6. Januar 1942
  - Eichenlaub am 8. Juni 1942[5] (99. Verleihung)[6] posthum